# Gun Olsson
Gunhild Olsson, född Eriksson 30 januari 1946, är en svensk före detta friidrottare (sprinter och häcklöpare). Hon tävlade för bland annat IF Skade och IFK Helsingborg. Hon utsågs år 1970 till Stor Grabb/tjej nummer 276.